# Auguste Muret
Auguste, Joseph, Vincent Muret, né le 5 avril 1894 à Gap (Hautes-Alpes) et mort le 31 juillet 1950 à Gap, est un homme politique français.

## Biographie
Imprimeur, il se lance très tôt en politique et devient conseiller municipal de 1914 à 1924 puis maire de Gap de 1929 à 1940.
Député SFIO des Hautes-Alpes de 1936 à 1940, il vote des pleins pouvoirs à Philippe Pétain le 10 juillet 1940. Démis de ses mandats à la fin de l'année 1940, il participe à la Résistance. À la libération, il abandonne la vie politique, pour reprendre son métier d'imprimeur.

## Pour approfondir

### Sources
- « Auguste Muret », dans le Dictionnaire des parlementaires français (1889-1940), sous la direction de Jean Jolly, PUF, 1960 [détail de l’édition]
- Fiche du député Auguste Muret à l'Assemblée nationale française